# Lợn Dorset Gold Tip
Lợn Dorset Gold Tip là một giống lợn có nguồn gốc từ Vương quốc Anh. Giống lợn này hiện nay được xem là đã lâm vào tình trạng tuyệt chủng.

## Đặc điểm
Lợn Dorset Gold Tip có nguồn gốc với việc lai giống Lợn Tamworth với một giống lợn khác, có khả năng là với Lợn Berkshire và có thể bổ sung thêm với một giống lợn số tổ tiên Lợn Gloucester Old Spot bổ sung. Loài này có đôi tai hơi gập (lop) và một bộ lông với màu cơ bản màu đỏ, giống như Lợn Tamworth và những đốm đen: những sợi lông có đầu vàng, như cái tên của giống của nó.
Lợn Dorset Gold Tip được tạo ra với mục đích tăng trưởng nhanh, trưởng thành sớm và kích thước lớn nhằm đúng thời điểm sản xuất thịt xông khói nhiều mỡ được mong muốn nhiều hơn ngày hôm nay; một số cá thể quá lớn nên chúng không thể di chuyển ra khỏi chuồng.

## Lịch sử
Lợn Dorset Gold Tip ban đầu được phát triển trong thế kỷ 19. Giống lợn này, kể từ khi được sản sinh luôn luôn là một giống lợn tương đối hiếm, với vài con lợn được cấp phép xuất hiện trên hồ sơ, mặc dù nó đã được thường xuyên được dùng trưng bày trong những năm 1920 và 1930. Đến năm 1955, chỉ có một con lợn rừng được đăng ký, mặc dù giống lợn Dorset Gold Tip Pig Society vẫn còn tồn tại vào năm 1961. Loài này có thể đã tuyệt chủng vào những năm 1960 hoặc 1970.